# Inline-Speedskating-Europameisterschaften 2016
Die Inline-Speedskating-Europameisterschaften fanden vom 23. bis 30. Juli 2016 im niederländischen Heerde (Marathon in Steenwijk) statt.

## Frauen
| Distanz              | Gold                                                                      | Silber                                                                          | Bronze                                                                         |
| Bahn                 | Bahn                                                                      | Bahn                                                                            | Bahn                                                                           |
| -------------------- | ------------------------------------------------------------------------- | ------------------------------------------------------------------------------- | ------------------------------------------------------------------------------ |
| 300 m Einzelsprint   | Sandrine Tas                                                              | Stien Vanhoutte                                                                 | Laethisia Schimek                                                              |
| 500 m Sprint         | Laethisia Schimek                                                         | Sheila Posada                                                                   | Erika Zanetti                                                                  |
| 1000 m Sprint        | Francesca Lollobrigida                                                    | Mareike Thum                                                                    | Juliette Pouydebat                                                             |
| 10000 m Punkte-Auss. | Francesca Lollobrigida                                                    | Sandrine Tas                                                                    | Juliette Pouydebat                                                             |
| 15000 m Ausscheidung | Sandrine Tas                                                              | Mareike Thum                                                                    | Clémence Halbout                                                               |
| 3000 m Staffel       | Italien Giulia Lollobrigida Erika Zanetti Francesca Lollobrigida          | Deutschland Mareike Thum Laethisia Schimek Sabine Berg Josie Hofmann            | Frankreich Clémence Halbout Juliette Pouydebat Maelan Le Roux Flavie Balandras |
| Straße               |                                                                           |                                                                                 |                                                                                |
| 100 m Einzelsprint   | Laethisia Schimek                                                         | Vanessa Bittner                                                                 | Melissa Bellet                                                                 |
| 1 Runde Sprint       | Erika Zanetti                                                             | Anke Vos                                                                        | Laethisia Schimek                                                              |
| 10000 m Punkte       | Francesca Lollobrigida                                                    | Sandrine Tas                                                                    | Irene Schouten                                                                 |
| 20000 m Ausscheidung | Sandrine Tas                                                              | Manon Kamminga                                                                  | Clémence Halbout                                                               |
| 5000 m Staffel       | Niederlande Irene Schouten Manon Kamminga Bianca Roosenboom Elma de Vries | Italien Francesca Lollobrigida Giulia Lollobrigida Erika Zanetti Ylenia Zanotti | Belgien Sandrine Tas Anke Vos Stien Vanhoutte                                  |
| Langstrecke          |                                                                           |                                                                                 |                                                                                |
| 42195 m Marathon     | Katharina Rumpus                                                          | Janita Willems-Crediet                                                          | Maelan Le Roux                                                                 |

## Männer
| Distanz              | Gold                                                                     | Silber                                                                   | Bronze                                                                 |
| Bahn                 | Bahn                                                                     | Bahn                                                                     | Bahn                                                                   |
| -------------------- | ------------------------------------------------------------------------ | ------------------------------------------------------------------------ | ---------------------------------------------------------------------- |
| 300 m Einzelsprint   | Simon Albrecht                                                           | Gwendal Le Pivert                                                        | Ronald Mulder                                                          |
| 500 m Sprint         | Gwendal Le Pivert                                                        | Simon Albrecht                                                           | Ronald Mulder                                                          |
| 1000 m Sprint        | Gwendal Le Pivert                                                        | Bart Swings                                                              | Kay Schipper                                                           |
| 10000 m Punkte-Auss. | Fabio Francolini                                                         | Ewen Fernandez                                                           | Patxi Peula                                                            |
| 15000 m Ausscheidung | Stefano Mareschi                                                         | Fabio Francolini                                                         | Ewen Fernandez                                                         |
| 3000 m Staffel       | Italien Fabio Francolini Stefano Mareschi Riccardo Bugari Daniel Niero   | Frankreich Ewen Fernandez Gwendal Le Pivert Elton de Souza Nolan Beddiaf | Niederlande Rémon Kwant Luc Ter Haar Kay Schipper Rick Schipper        |
| Straße               |                                                                          |                                                                          |                                                                        |
| 100 m Einzelsprint   | Ioseba Fernández                                                         | Riccardo Passarotto                                                      | Simon Albrecht                                                         |
| 1 Runde Sprint       | Simon Albrecht                                                           | Ioseba Fernández                                                         | Gwendal Le Pivert                                                      |
| 10000 m Punkte       | Ewen Fernandez                                                           | Felix Rijhnen                                                            | Crispijn Ariëns                                                        |
| 20000 m Ausscheidung | Bart Swings                                                              | Riccardo Bugari                                                          | Ewen Fernandez                                                         |
| 5000 m Staffel       | Frankreich Ewen Fernandez Gwendal Le Pivert Elton de Souza Nolan Beddiaf | Niederlande Kay Schipper Luc Ter Haar Crispijn Ariëns Joris Harink       | Italien Fabio Francolini Stefano Mareschi Riccardo Bugari Daniel Niero |
| Langstrecke          |                                                                          |                                                                          |                                                                        |
| 42195 m Marathon     | Gary Hekman                                                              | Bart Swings                                                              | Patxi Peula                                                            |

## Medaillenspiegel
| Platz | Land        | Gold | Silber | Bronze | Gesamt |
| ----- | ----------- | ---- | ------ | ------ | ------ |
| 1.    | Italien     | 8    | 4      | 2      | 14     |
| 2.    | Deutschland | 5    | 5      | 3      | 13     |
| 3.    | Belgien     | 4    | 6      | 1      | 11     |
| 4.    | Frankreich  | 4    | 3      | 10     | 17     |
| 5.    | Niederlande | 2    | 3      | 6      | 11     |
| 6.    | Spanien     | 1    | 2      | 2      | 5      |
| 7.    | Österreich  | 0    | 1      | 0      | 1      |